# Acordo de Estatuto de Forças
Acordo de Estatuto de Forças (em inglês: Status of Forces Agreement, SOFA) é um acordo entre um país para operar forças militares em uma nação estrangeira. Teoricamente, não constitui um acordo de segurança, que estabelece os direitos e privilégios do pessoal estrangeiros presente no país de acolhimento, em apoio do acordo de segurança maior.

## Acordos para tropas dos Estados Unidos
A maioria dos acordos do tipo firmados pelos Estados Unidos são públicos, outros são confidenciais. Alguns são:
- Japão — Em 1951, os Estados Unidos e o Japão assinaram o Tratado de São Francisco, que deu aos Estados Unidos o uso das terras do Japão, o ar, e forças navais, instalações e áreas. O tratado original foi modificado em 1960 para o Acordo de Estatuto de Forças, em uma tentativa de fazer o acordo mais bilateral. Desde então, o Acordo de 1960 continuou a servir de justificação legal para a presença militar americana em Okinawa, no Japão e em outros lugares.[6]
- Coreia do Sul — Foi concluído em 1966, com a Coreia do Sul, um acordo de estatuto de forças, clarificando a situação legal das forças dos EUA estacionadas ali.[7][8]